# خاطرات (فیلم ۱۹۹۵)
خاطرات (به انگلیسی: Memories) (هم‌چنین خاطرات اوتومو کاتسوهیرو)، عنوان یک انیمهٔ تولیدشده در سال ۱۹۹۵ به‌وسیلهٔ هنرمند/کارگردان، کاتسوهیرو اوتومو، است که بر اساس سه داستان کوتاه مانگای وی ساخته شده‌است. این فیلم از سه اپیزود تشکیل شده‌است: «رز مغناطیسی» (به انگلیسی: Magnetic Rose)، «بمب بدبو» (به انگلیسی: Stink Bomb) و «گوشت دّم‌توپ» (به انگلیسی: Cannon Fodder). آخرین داستان را خود اوتومو کارگردانی کرده‌است.